# Fender Cyclone

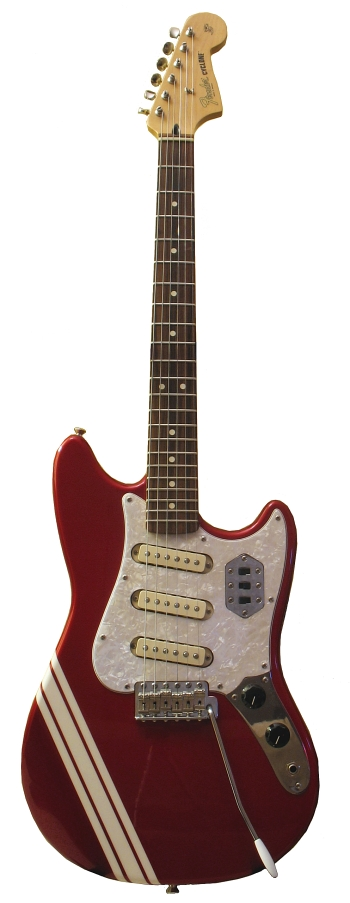
Cyclone II

Die Fender Cyclone ist eine Elektrogitarre der unteren bis mittleren Preiskategorie der Firma Fender.

## Geschichte
Fender stellte diese Instrumente erstmals 1997 vor. Sie wurden in Mexiko hergestellt und besaßen das Aussehen einer typischen Sechziger-Jahre-Gitarre. Die Korpusform und die verchromte Elektronikfachabdeckung waren der Fender Mustang entlehnt, obwohl der Korpus etwas dicker ausgeführt war. Das Tremolo dagegen stammte von der Stratocaster. Die Gitarren wurden bis 2006 hergestellt. Anfang 2008 waren noch einige Restbestände in den Musikgeschäften zu finden.

## Konstruktion
Fender-typisch besteht der Korpus aus Erlenholz. Der angeschraubte Hals aus Ahornholz ist mit einem Griffbrett aus Palisander versehen und besitzt 22 Bünde. Die Mensur von 24¾ Zoll ist etwas kürzer als Fender-üblich. Serienmäßig ist das Modell mit einem synchronized Tremolo ausgestattet. In der Halsposition verfügt die Gitarre über einen Tex-Mex-Stratocaster-Tonabnehmer in Einzelspulen-Bauweise (Single Coil), während in der Brückenposition ein doppelspuliger Fender-Atomic-Humbucker installiert ist. Die Schaltung besteht aus einem Master-Volume-Regler, einem Master-Tone-Regler und einem Drei-Wege-Schalter. Die stark unterschiedliche Ausgangsleistung der beiden Tonabnehmer führt dazu, dass in der Zwischenposition des Drei-Wege-Schalters fast ausschließlich der Humbucker-Klang zu hören ist.

## Weitere Entwicklungen
Im Zeitraum 2000/2001 produzierte der Fender Custom Shop in Corona/Kalifornien einige Cyclone-Sondermodelle, die als „made in USA“ angeboten wurden.
Im Jahr 2002 wurde die Cyclone II eingeführt (s. Foto). Mit ihren drei schräg eingebauten Jaguar-Single Coil-Tonabnehmern, den drei ebenfalls Jaguar-ähnlichen, in einer Chromplatte eingebauten Schiebeschaltern und den Rallye-Streifen, wie sie einige Zeit bei der Fender Mustang verwendet wurden, war der Retro-Charakter noch stärker ausgeprägt als bei der Cyclone. Bei den Schiebeschaltern handelte es sich um einfache Ein-/Aus-Schalter für jeden Tonabnehmer.
Mit der Cyclone HH im Jahr 2006, die mit zwei Fender Atomic-Humbuckern ausgestattet war, kam die Entwicklung der Cyclone-Modelle zum Abschluss. Für einige Zeit (2003–2006) war die Cyclone auch unter der Fender-eigenen Lowbudgetmarke Squier im Angebot.